# 완나이 R&R
완나이 R&R는 2000년 10월 19일부터 2006년 12월 20일까지 후지 TV 계열에서 방송된 코미디 버라이어티 프로그램이다.

## 구즈
구즈(くず)는 일본 TV 프로그램인 "One-Night Rock'n Roll"(ワンナイR&R)에 출연하는 코미디언들로 구성된 남자 듀오이다.
코미디언 그룹인 아메아가리켓시타이(雨上がり決死隊)의 미야사코 히로유키(宮迫 博之)와 돈도코돈(DonDokoDon)의 야마구치 도모미쓰(山口 智充)로 결성됐다. 이윽고 마치 가수같은 가창력으로 이야기돼서 2001년 11월 7일 싱글 "ムーンライト"(Moonlight)로 가수 데뷰했다. 그룹 이름은 인기 남자 듀오 유즈의 패러디로 "무익한 것"를 의미하는 일본어이다. 2004년에 발매한 싱글 "全てが僕の力になる!"(모두가 내 힘이 된다!)는 오리콘 1위를 기록했다.

### 구성원
- HIRO (미야사코 히로유키, 宮迫 博之, 1970년 3월 31일 - )
- ANIKI (야마구치 도모미쓰, 山口 智充, 1969년 3월 14일 - )

### 작품 목록

#### 싱글
| 타이틀                     | 의미                    | 발매일           |
| ムーンライト               | Moonlight               | 2001년 11월 7일  |
| 生きてることって素晴らしい | 살아 있는 것은 굉장하다 | 2002년 10월 30일 |
| 全てが僕の力になる!        | 모두가 내 힘이 된다!    | 2004년 3월 17일  |
| その手で夢をつかみとれ!    | 그 손으로 꿈을 잡아라!  | 2005년 9월 14일  |

#### 앨범
| 타이틀       | 의미              | 발매일          |
| くずアルバム | 구즈(무익한) 앨범 | 2003년 3월 26일 |